# Tori no Uta
"Tori no Uta" (鳥の詩 n.đ. "Thơ của Chim") là bài hát nhạc trance Nhật Bản do Lia trình bày, Maeda Jun viết lời, Orito Shinji soạn nhạc và Takase Kazuya biên khúc. Bài hát được hãng visual novel Key thu âm tại Paramount Studio, thông qua hãng thu âm Key Sounds Label của họ, để dử dụng làm nhạc mở đầu cho visual novel Air năm 2000 của Key.
Orito Shinji nhận xét về bài hát trong tập sách của Air Original Soundtrack, trong đó anh phát biểu: "Mặc dù tôi đã quyết định rằng bài hát "Tori no Uta" [sẽ] thể hiện tốt nhất các chủ đề của Air, nhưng để đạt được điều này là vô cùng khó khăn. Bên cạnh việc bị nhiều áp lực, tôi vẫn còn khá thiếu kinh nghiệm trong lĩnh vực âm nhạc; đây là lĩnh vực tôi muốn phát huy hơn hết".